# Sveriges Radio P1
Sveriges Radio P1 (Program 1) est une station de radio publique suédoise appartenant au groupe Sveriges Radio. La radio généraliste accorde une place prépondérante à l'information, aux débats, à la politique et aux grands sujets de société. La musique n'est toutefois pas absente de la grille des programmes, mais reste particulièrement discrète. Une enquête Sifomedia donnait une audience de 11,9 % à la station au mois de janvier 2009. 
La prise d'antenne intervient chaque matin à 5 heures 30 (5 heures 55 le week-end) avec un premier bulletin d'information (Ekonyheter) suivi de rediffusions d'émissions des jours précédents. À 6 heures, le programme P1-morgon, présenté par Anna Hernek, développe les principaux événements du jour, et s'articule autour de grands thèmes, commentés et analysés : guerre en Libye, attentats en Norvège, émeutes en Grande-Bretagne… Alternent ensuite des débats, des magazines, des programmes consacrés à la vie économique (Luncheko) des émissions culturelles (Kulturradion). Nombre de programmes sont répétés au moins une fois dans la journée, selon un procédé souvent utilisé par les radios de ce type, à l'instar de France Inter en France ou BBC Radio 4 au Royaume-Uni. 
Sveriges Radio P1 est diffusée dans l'ensemble du territoire national (îles Åland comprises) en modulation de fréquence (FM) et en diffusion audionumérique (DAB). Elle peut également être écoutée dans le monde entier sur internet. Une partie de ses émissions sert à alimenter Radio Sweden, le service extérieur de la radio suédoise.